# Ana (Šeligo)
Ana je dramsko delo Rudija Šeliga iz leta 1984. 

## Osebe
- Ana
- Mirko, njen mož
- Darko, Veljko, njuna sinova
- Friderik Wallenstein, poklicni revolucionar
- Andruša Nikolajevič, stavec
- Ivan Banovac, uslužbenec Kominterne
- Sekretar
- Major NKVD
- Otroci, kriminalci, kaznjenci, stražarji, zapisničarka, vzgojiteljica

## Vsebina
Jugoslovanski CK je Ano s sinovoma poslal na varno v Sovjetsko zvezo, kot poklicna revolucionarka je v domovini že preveč kompromitirana. Ana težko prenese ločitev od moža, obenem pa prekipeva od sreče, da lahko dela v deželi svobode in uresničenih sanj vsega človeštva. Toda te sanje se hitro in neusmiljeno razblinjajo: vsi morajo poročati drug o drugem, sodelavec Andruša prikriva, da je s kmetov pobegnil pred lakoto, ker bi sicer obveljal za razrednega sovražnika, prijateljica Zinka, ki je preveč spraševala, je izginila, Veljko je kot huligan v popravnem domu, Darka mora Ana po direktivi oddati v dom, kjer bo deležen elitne partijske vzgoje ... Po vseh teh udarcih hoče Ana domov, toda Banovac, h kateremu se je zatekla, že sluti njeno usodo: naj molči, nič ne izprašuje, naj kar najhitreje izgine nekam v notranjost, izpred budnih oči! - Mirko pride kot delegat na kongres Kominterne, Wallenstein ga po nalogu preverja; a Mirko je premeten, zna molčati, ima distanco do revolucije, ki pa jo skrbno prikriva. Ko se sreča z Ano, ji očita, da je sinova zavrgla in da se vdinja tujemu CK-ju, Ana ne razume, zanjo je revolucija ena sama in občečloveška; za Mirka pa je to izdaja, ženo zapusti in se kasneje od nje loči. Ano zaliva obup, še posebej, ko jo skrivaj obišče Veljko, ki je do kraja zagazil v kriminal in ga iščejo zaradi umora. - Ana je aretirana kot vohunka, zaslišujejo jo še zlasti v zvezi z Wallensteinom, ki je očitno že padel v nemilost. Kljub pritiskom in mučenju Ana priznanja o krivdi ne podpiše, znajde se v gulagu, kjer zaporniki umirajo od težkega dela, lakote in različnih mučenj. Ana najde moč v obrednih stikih s kozmično energijo, zato mirno zavrne majorja, ki zahteva, da podpiše priznanje, in ji grozi s podaljšanjem kazni; ko vse nič ne zaleže, ji major pove, da je mlada zapornica, ki so jo na Anino zahtevo premestili, med pobeglimi kaznjenci končala kot živo meso. Ana se sesede: te krivde ji ne smejo obesiti, ne more je nositi ... Ana in Wallenstein pobegneta, stražarji za njima spustijo sestradane kaznjence. Ubežnika vesta kakšna usoda ju čaka, vendar sta mirna, skoraj radostna: človek je po svoji naravi ubijalec, ko hoče v viharju ustvariti lepši in srečnejši svet, pogublja svoje soljudi, tudi otroke, za to pa je le ena daritvena sprava .... Kaznejnci, ko so ju že obkolili, navalijo, ju zakoljejo in požrejo.